# 四国再発見早トクきっぷ
四国再発見早トクきっぷ（しこくさいはっけんはやとくきっぷ）は、四国旅客鉄道（JR四国）が発行している普通列車が一日乗り降り自由の特別企画乗車券（「トクトクきっぷ」）である。

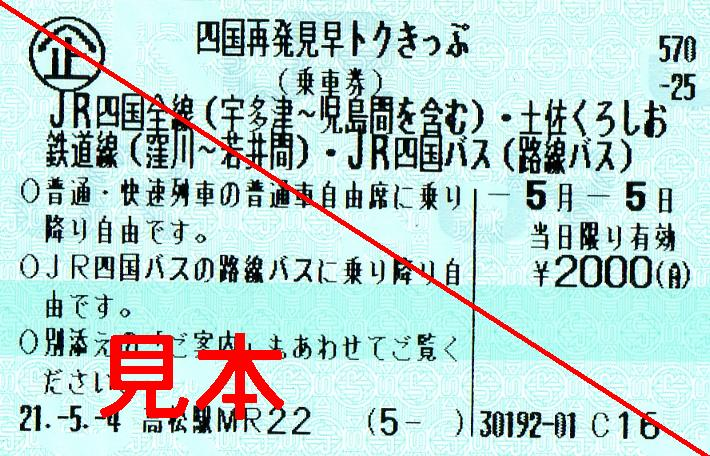
四国再発見早トクきっぷ（マルス発行）

## 歴史
- 2009年3月4日：4月4日有効分より発売を開始。これは3月31日発売分をもって発売を終了した四国再発見きっぷにかわる形である。発売額は2000円であった。
- 2014年4月1日：消費税率改定（5%→8%）に伴い、発売額を2060円に変更。
- 2019年10月1日：消費税率改定（8%→10%）に伴い、発売額を2100円に変更。
- 2023年5月20日：発売額を2400円（小児：1200円）に改定。

## 内容
基本的には「青春18きっぷ」の四国内限定版という形だが、発売期間や使用可能な日などに一部異なる点がある。

### 発売・有効期間
- 通年発売。JR四国内の主要駅・ワープ支店・ワーププラザ・または四国内の主な旅行会社で発売され、インターネットではJR四国のショッピングサイト「JR四国ツアー」で購入予約できる。発売は使用日の1ヶ月前から前日までで、使用日当日の購入はできない。
- 土・日曜日、祝日、振替休日、に利用でき、購入のときに使用日を指定する。

### 効力
- 1枚のきっぷで1回（人）分使用できる。1回分で丸1日乗り放題である。
- JR四国の鉄道全線（宇多津駅 - 児島駅を含む）の快速・普通列車の普通車自由席および土佐くろしお鉄道（窪川駅～若井駅間に限る）の普通列車自由席、ジェイアール四国バスの一般路線（下記の高速バスの一部区間以外は利用不可）全線に乗車できる。
- 徳島バスが運行する高速バス「室戸・生見・阿南 - 大阪線」の途中乗降可能区間のうち阿南 - 海部高校前間（2022年4月1日（当きっぷに於いては4月2日）から阿南 - 浅川間で実施。2023年5月20日からは浅川 - 海部高校前間についても利用出来るようになった[1]）に乗車できる。同区間での牟岐線との「並行モード連携モデル」導入によるJRの特別企画乗車券を含む有効な乗車券等でのバス利用が可能となるため[2]。
- 普通車指定席には指定席券が別途必要。
- 特急列車、寝台車、グリーン車等には乗車できない（各料金券のほか乗車券も必要）。
- 乗車が翌日にまたがる場合は、途中下車しない限り乗車列車の終着（または降車）駅まで有効。

### 発売額
2,400円（2023年5月20日現在）。小児用は1,200円である。